# Farisæer (drik)
 For alternative betydninger, se Farisæer (flertydig). (Se også artikler, som begynder med Farisæer)
En farisæer er en drik fra Sønderjylland. Den siges at være opfundet i 1800-tallet på friserøen Nordstrand.
Drikken består af stærk kaffe (eller te) med et eller to stykker hugget sukker eller kandis og rom. Rommen var gemt under flødeskum, så den pietistiske præst på øen ikke kunne lugte, at menigheden drak spiritus. Ved en barnedåb i 1869 fik præsten en kop, som ikke var bestemt for ham og udbrød: I farisæere!
En variant med kakao og rom kendes som Død tante.
Farisæer anses for at være nordfrisernes nationaldrik. Drikken kan købes langs hele vadehavskysten.